# Ансуорт, Барри
 Барри Ансуорт  (англ. Barry Unsworth; 10 августа 1930 — 4 июня 2012) — английский писатель, известный своими романами на исторические темы. Опубликовал 15 романов. Трижды номинировался на Букеровскую премию. Получил её в 1992 году за роман «Священный голод» (англ. Sacred Hunger).

## Биография
Ансуорт родился в Wingate, горной деревне в графстве Дарем, Англия, в семье шахтеров. Его отец впервые пошел в шахту в возрасте 12 лет. Однако, когда его отцу было 19 лет, он отправился в США, где жил несколько лет и по возвращении в Англию занялся страховым бизнесом.
Окончил Манчестерский университет в 1951 году, жил во Франции в течение года преподавал английский язык. Путешествовал по Греции и Турции в 1960-х, читал лекции в университете Афин и Стамбульском университете. Опубликовал свой первый роман в 1966 году.
В 1999 году он был приглашенным профессором в Университете Айовы. В 2004 году он преподавал литературу и творческие письменные занятия в Кеньон колледж в Огайо.
В последние годы жизни жил в Перудже, город в Умбрии области Италии, со своей второй женой, гражданкой Финляндии.
Ансуорт умер в Италии в 2012 году, от рака легких.

## Романы
- The Partnership
- The Greeks Have a Word For It
- The Hide
- Mooncranker's Gift
- Большой день
- Pascali’s Island
- The Rage of the Vulture
- Stone Virgin
- Sugar and Rum
- Sacred Hunger
- Моралите
- После Ганнибала
- Losing Nelson
- The Songs of the Kings
- The Ruby in her Navel
- Земля чудес